# Ozan (Ain)
Ozan ist eine französische Gemeinde im Département Ain in der Region Auvergne-Rhône-Alpes. Sie gehört zum Kanton Replonges im Arrondissement Bourg-en-Bresse.

## Lage
Die Gemeinde Ozan liegt im Westen der Bresse, zwei Kilometer östlich des rechten Saôneufers und zehn Kilometer nordöstlich von Mâcon. Sie grenzt im Norden an Boz, im Osten an Chevroux, im Süden an Manziat und im Westen an Asnières-sur-Saône.

## Bevölkerungsentwicklung
| Jahr                       | 1962 | 1968 | 1975 | 1982 | 1990 | 1999 | 2010 | 2021 |
| Einwohner                  | 346  | 328  | 308  | 339  | 408  | 467  | 618  | 725  |
| Quellen: Cassini und INSEE |      |      |      |      |      |      |      |      |

## Sehenswürdigkeiten

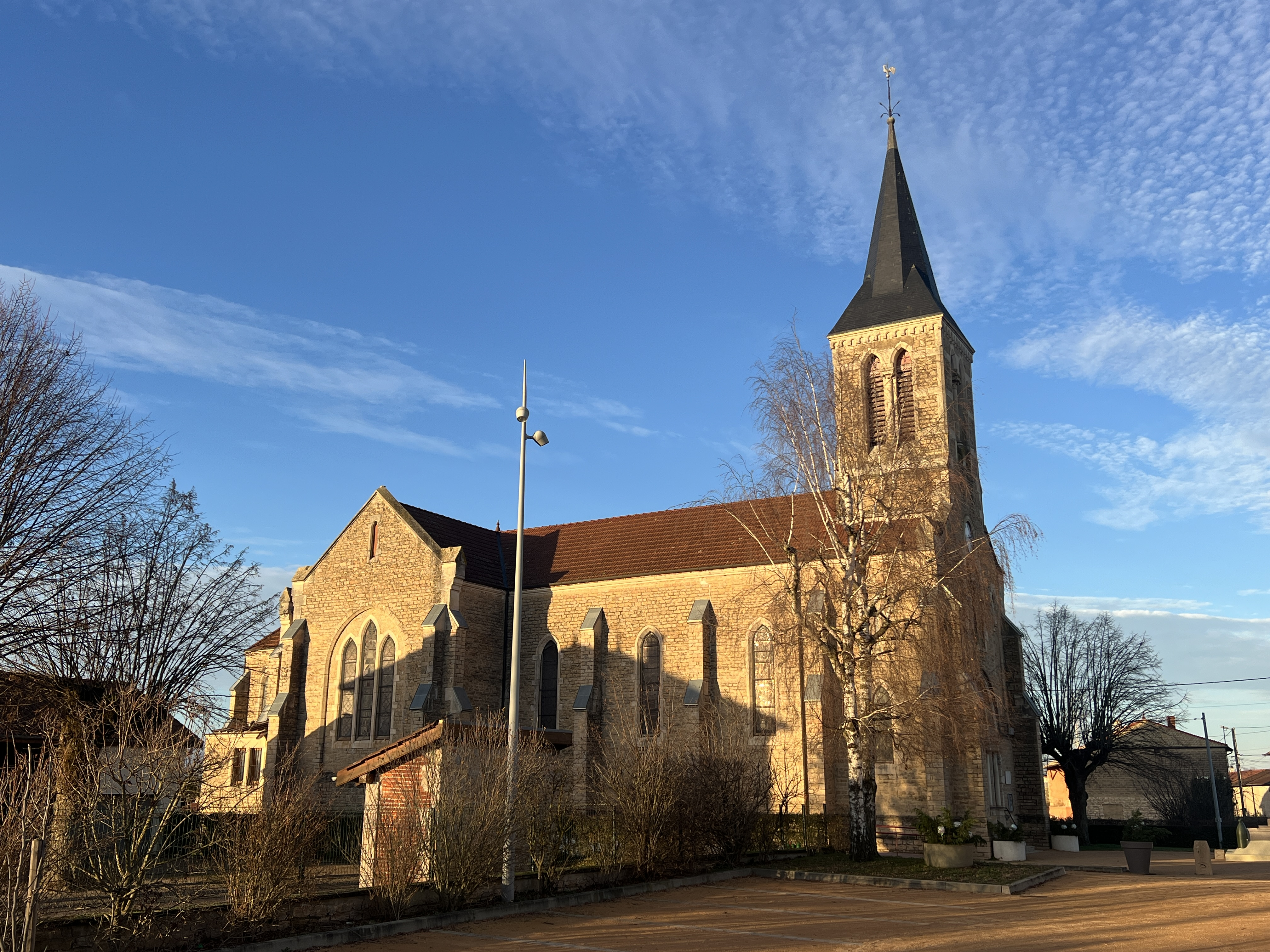
Kirche Saint-Martin
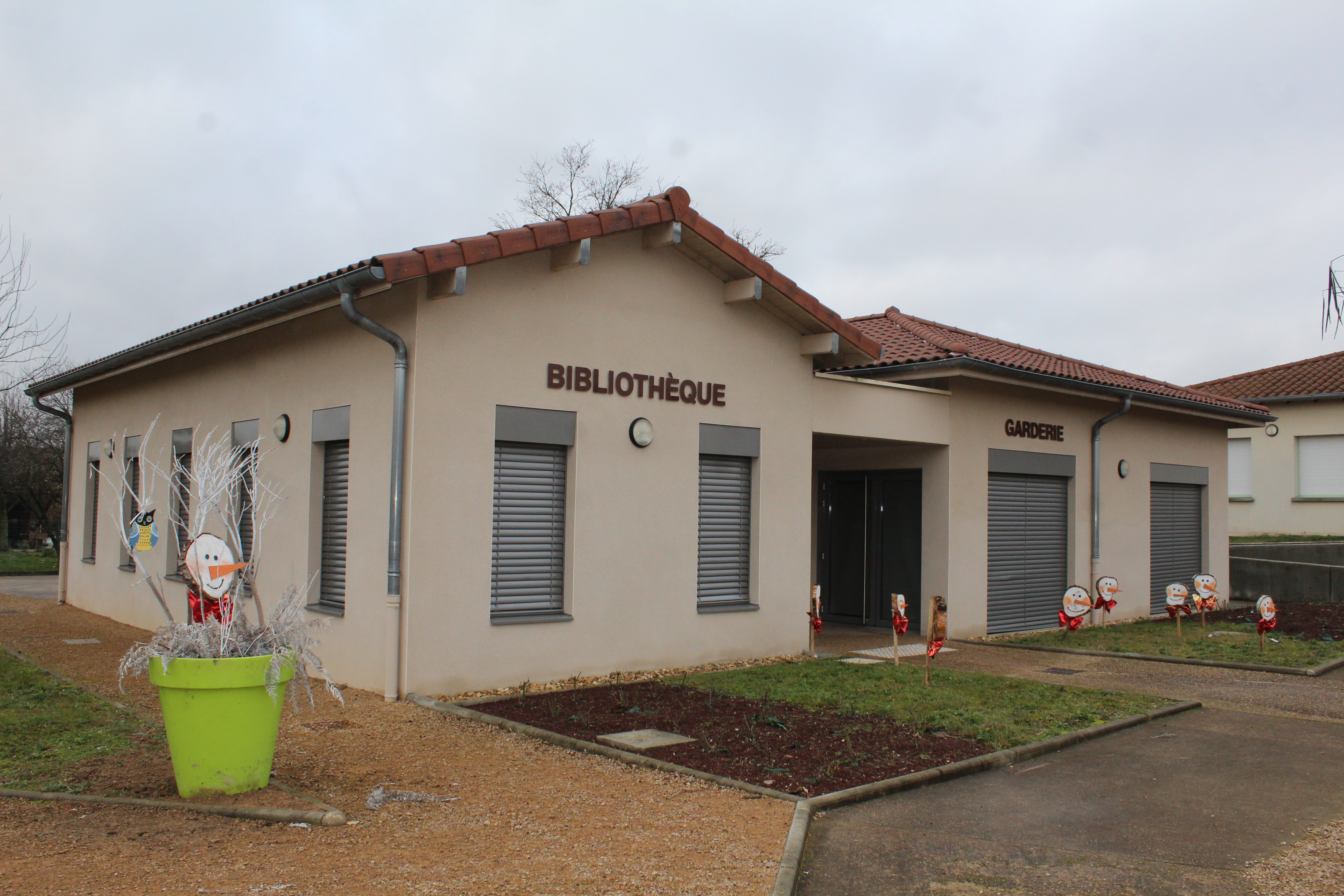
Bibliothek
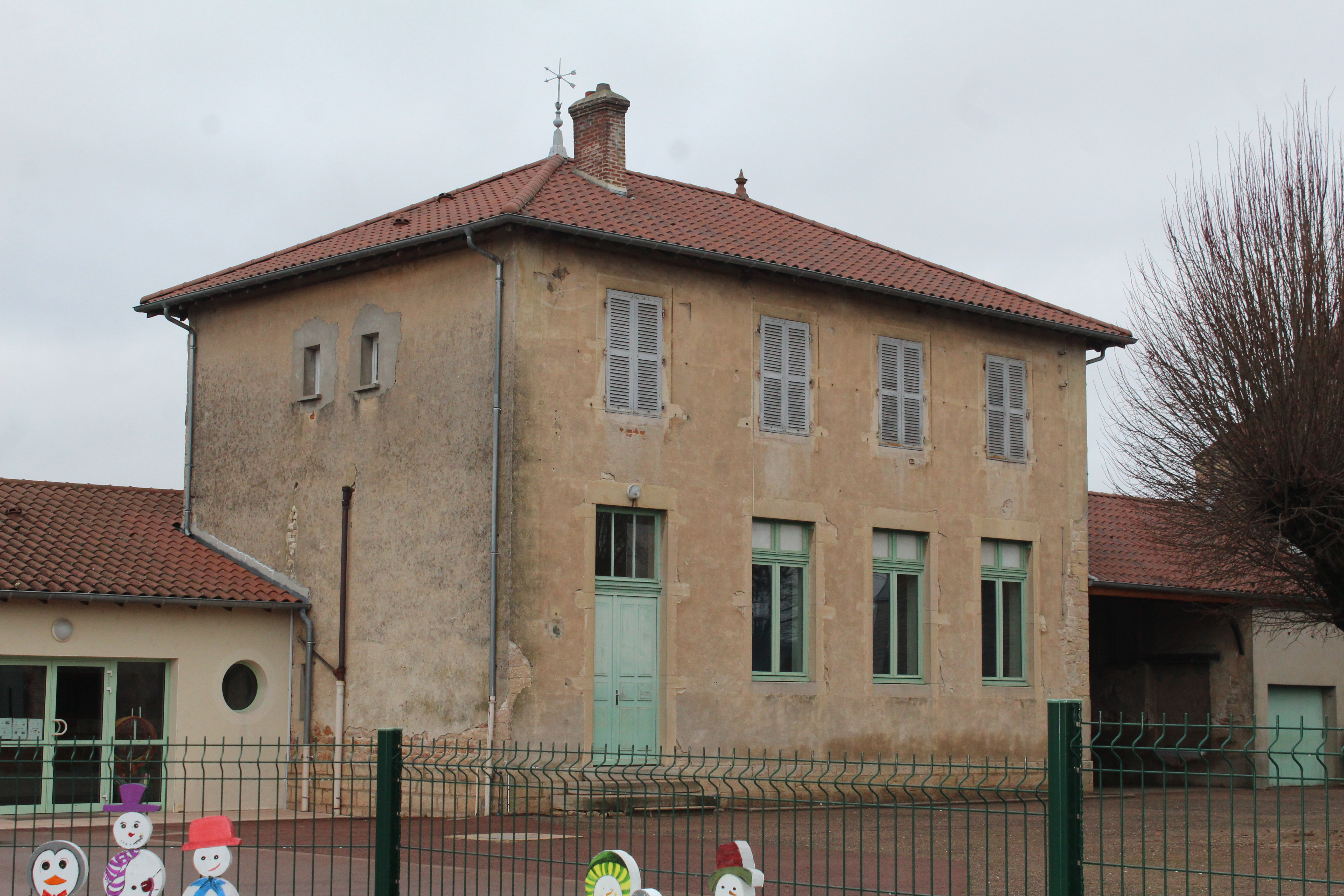
Schule
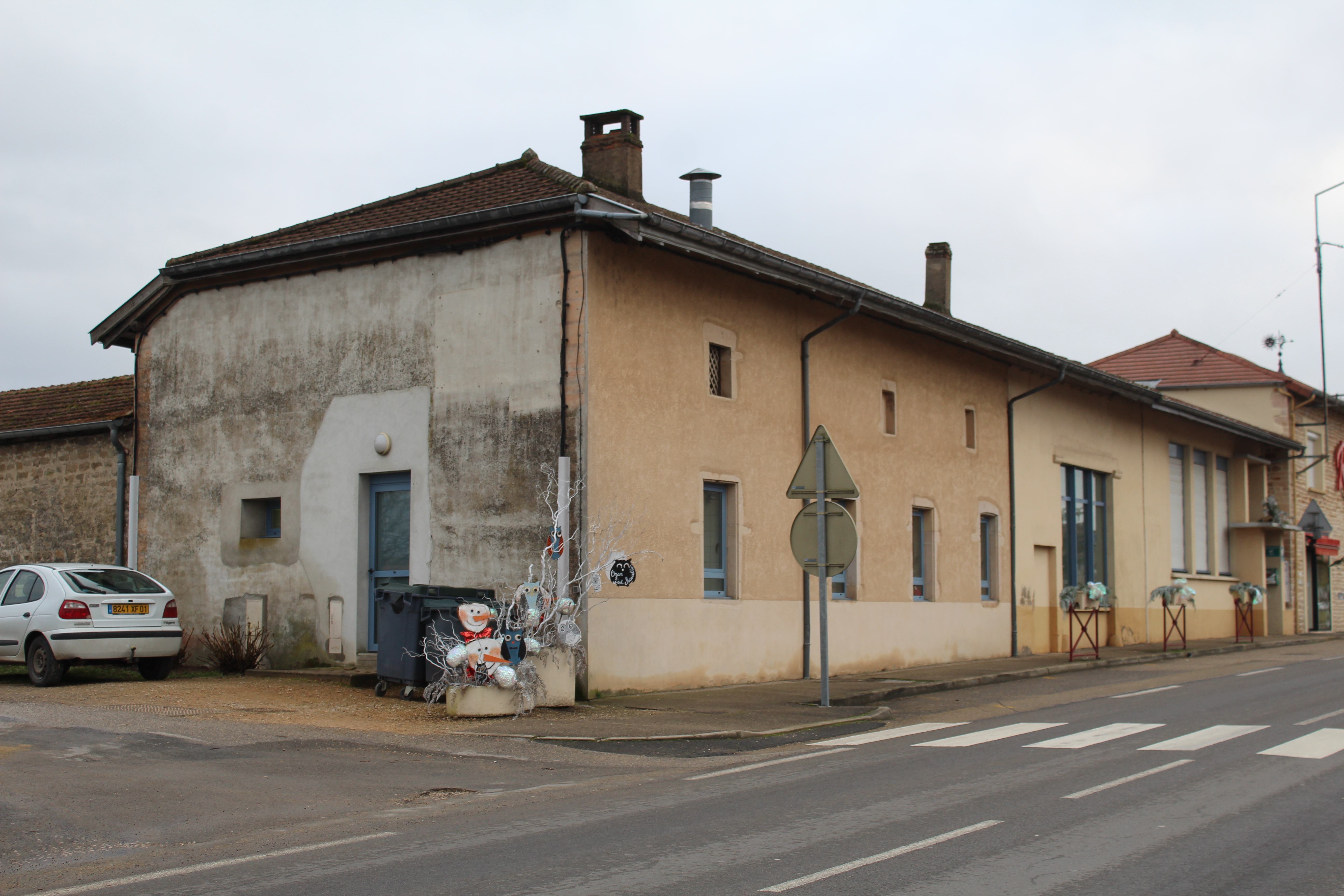
Gemeindefesthalle
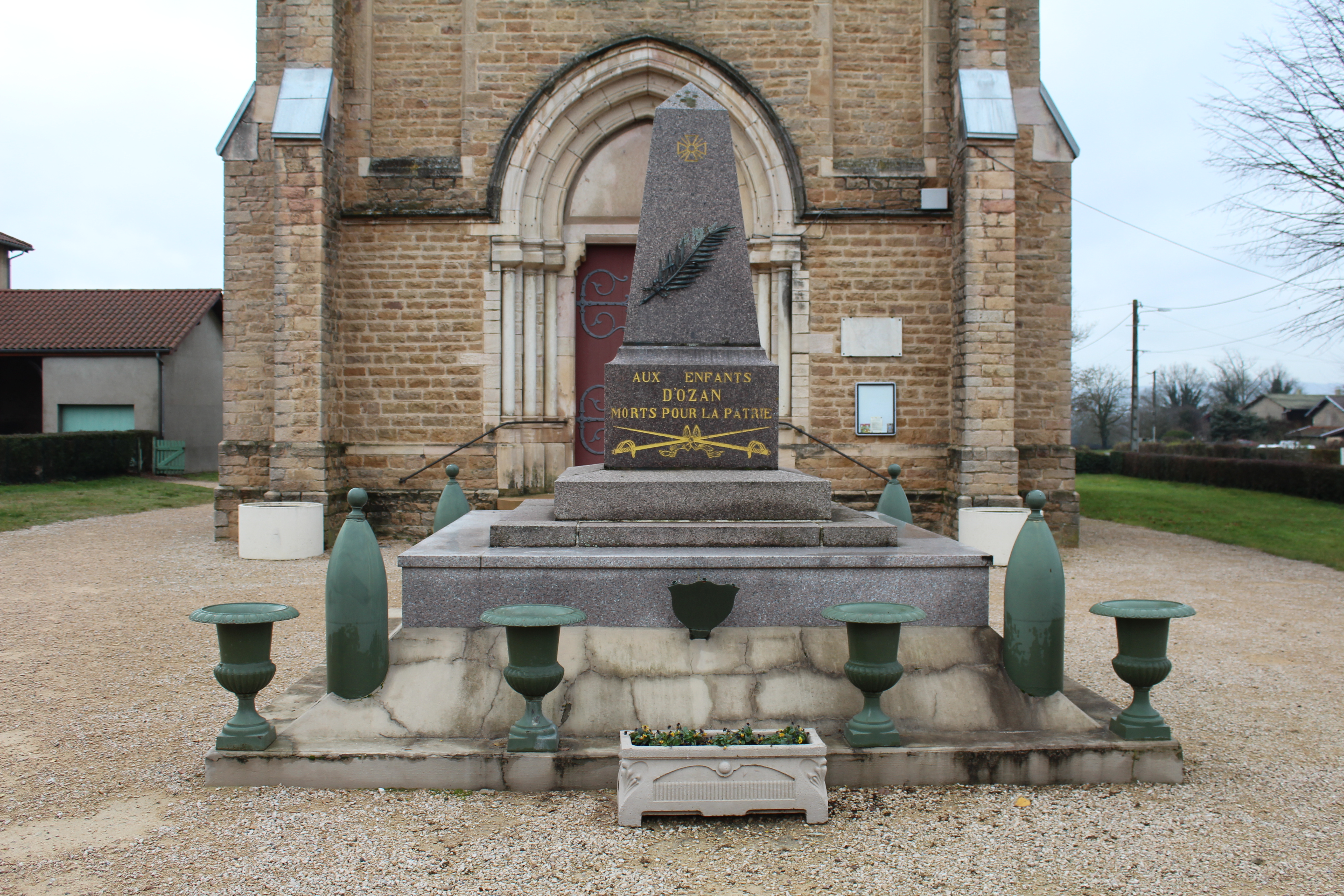
Gefallenendenkmal

- Kirche Saint-Martin
- Bibliothek
- Schule
- Gemeindefesthalle
- Gefallenendenkmal